# Unionshuset

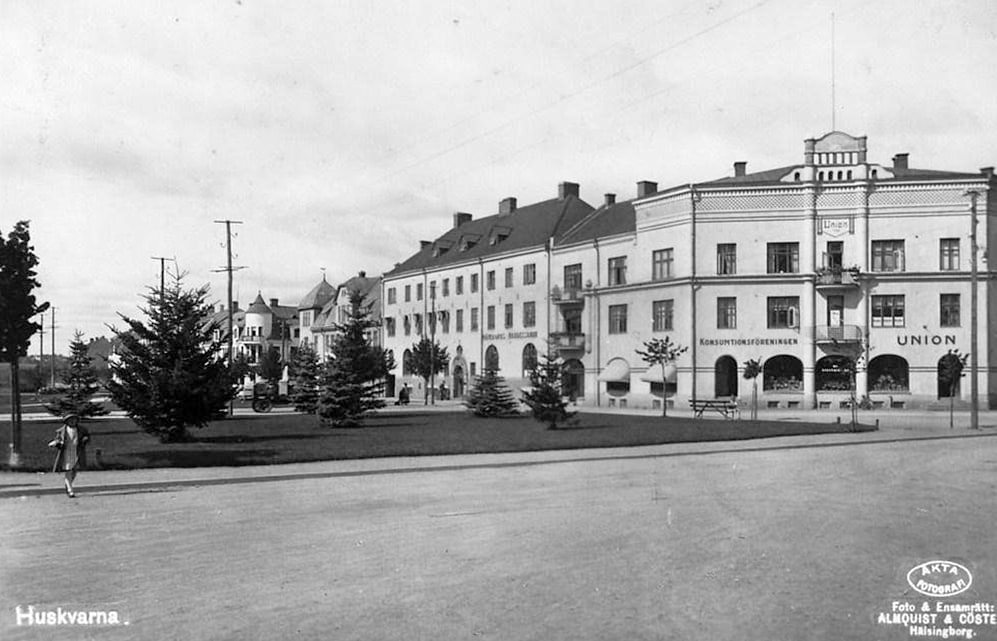
Unionshuset

Unionshuset är ett affärs- och bostadshus vid Esplanaden i Huskvarna, som uppfördes 1910 för den 1899 bildade Konsumtionsföreningen Union. Det ritades av byggmästaren Anders Knutsson i Jönköping i wienerjugend.  
I bottenvåningen finns fyra separata butikslokaler: brödbutik, manufaktur- och skoaffär, speceriaffär och charkuteributik samt bageri och tillverkningslokaler för charkuterivaror. De övre våningarna var inredda med bostadslägenheter. 
År 1935 gjordes en ombyggnad av butikslokalerna efter tidens modernare standard efter ritningar av Eskil Sundahl på Kooperativa förbundets arkitektkontor. En större manufaktur- och husgerådsbutik tillkom i den östra delen, som byggdes till i en länga mot gården. Åren 1957–1958 integrerades de små separata livsmedelsbutikerna till en självbetjäningsbutik och en modernisering av byggnaden genomfördes efter ritningar Dag Ribbing på Kooperativa Förbundets arkitektkontor. Med en en överbyggnad av innergården skapades ett modernt Domusvaruhus i västra delen av botten- och källarplanen. Gatufasaderna fick också en ny, avskalad utformning.
Under åren 1923–1932 låg Gripenbergsbanans ändstation Huskvarna Stad vid Drottninggatan mitt emot Unionshuset.
Det kommunala bostadsbolaget Vätterhem köpte 2021 Huskvarna stadshus med den närliggande Unionsfastigheten för att bygga om dessa till bostadshus. 

## Bildgalleri

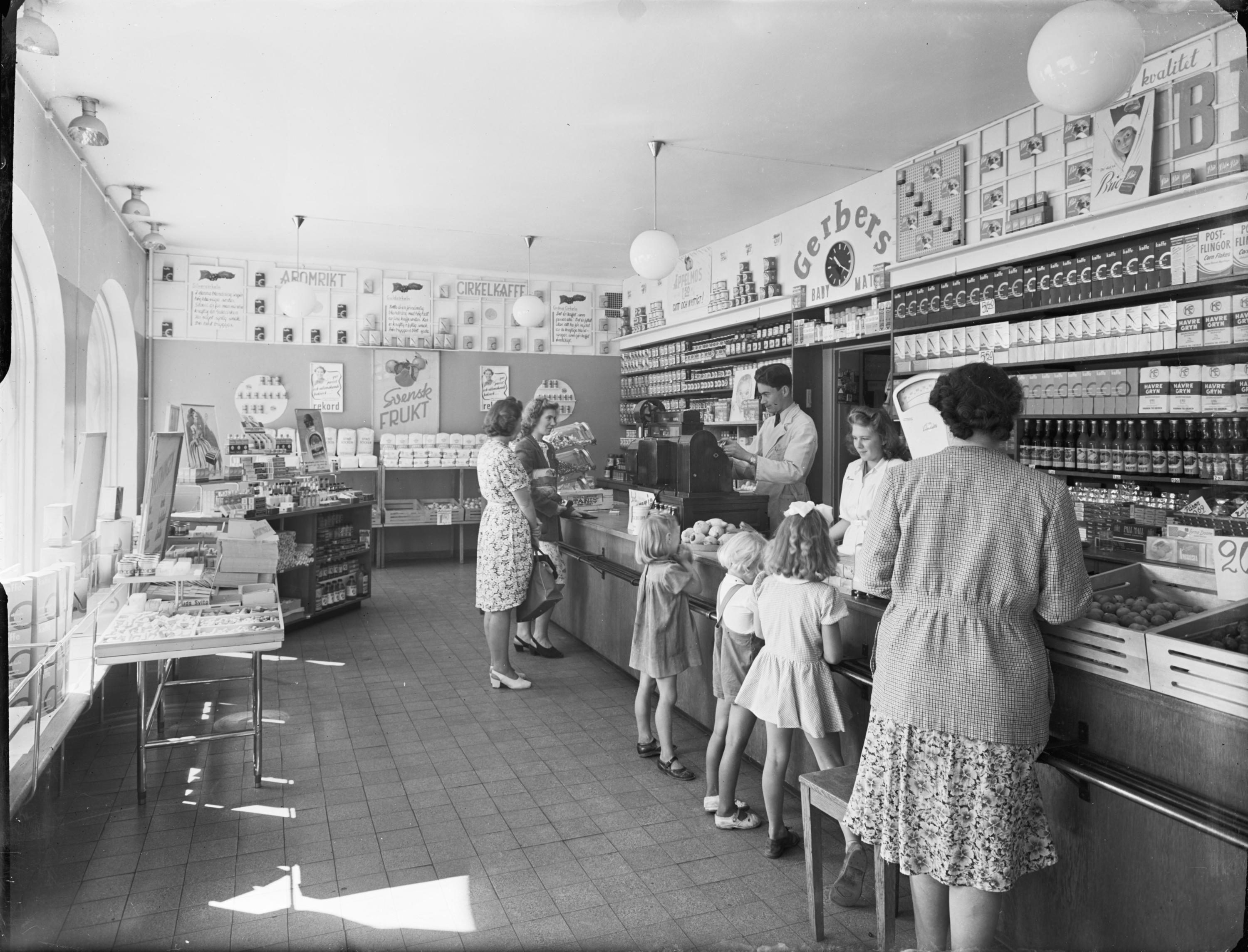
Interiör från Konsum Union i Huskvarna, efter 1935. Foto: Conny Rich.
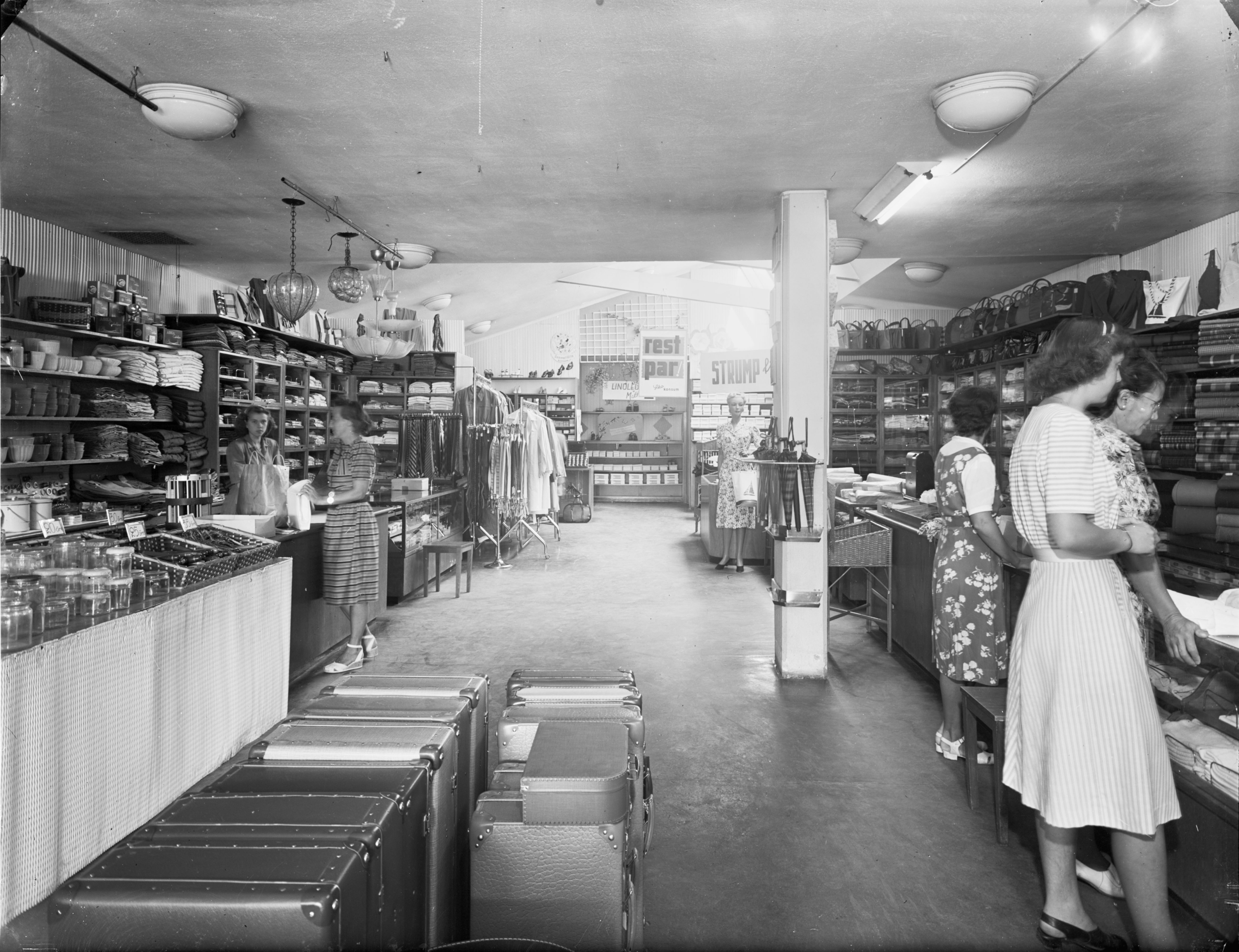
Interiör från Konsum Union i Huskvarna, efter 1935. Foto: Conny Rich.
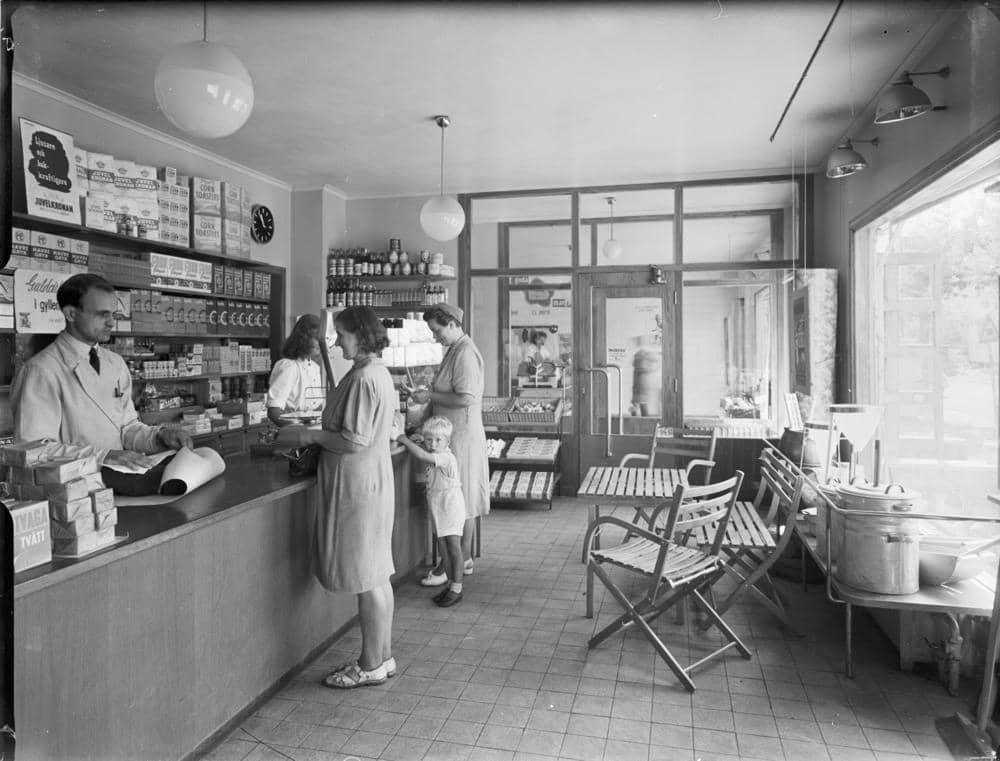
Interiör från Konsum Union i Huskvarna, efter 1935. Foto: Conny Rich.
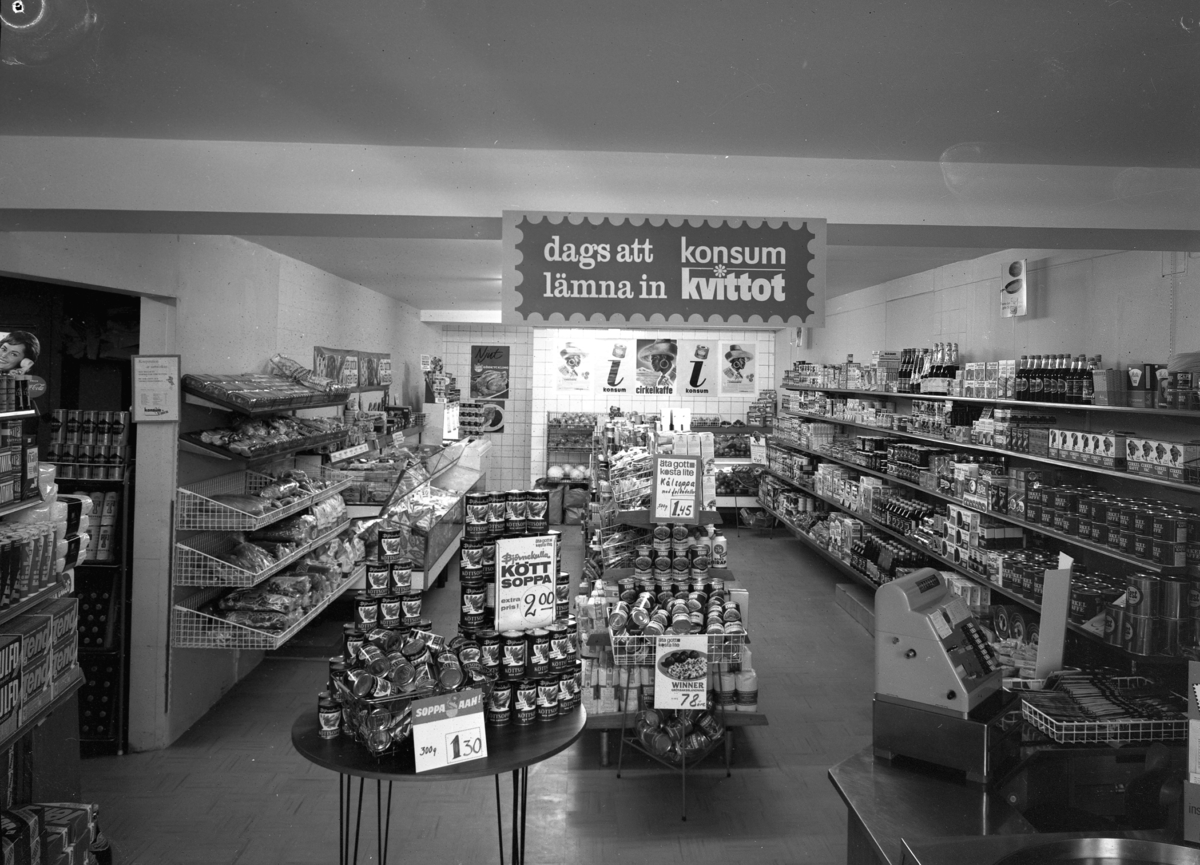
Interiör från Konsum Union i Huskvarna, efter 1958. Foto: Conny Rich.
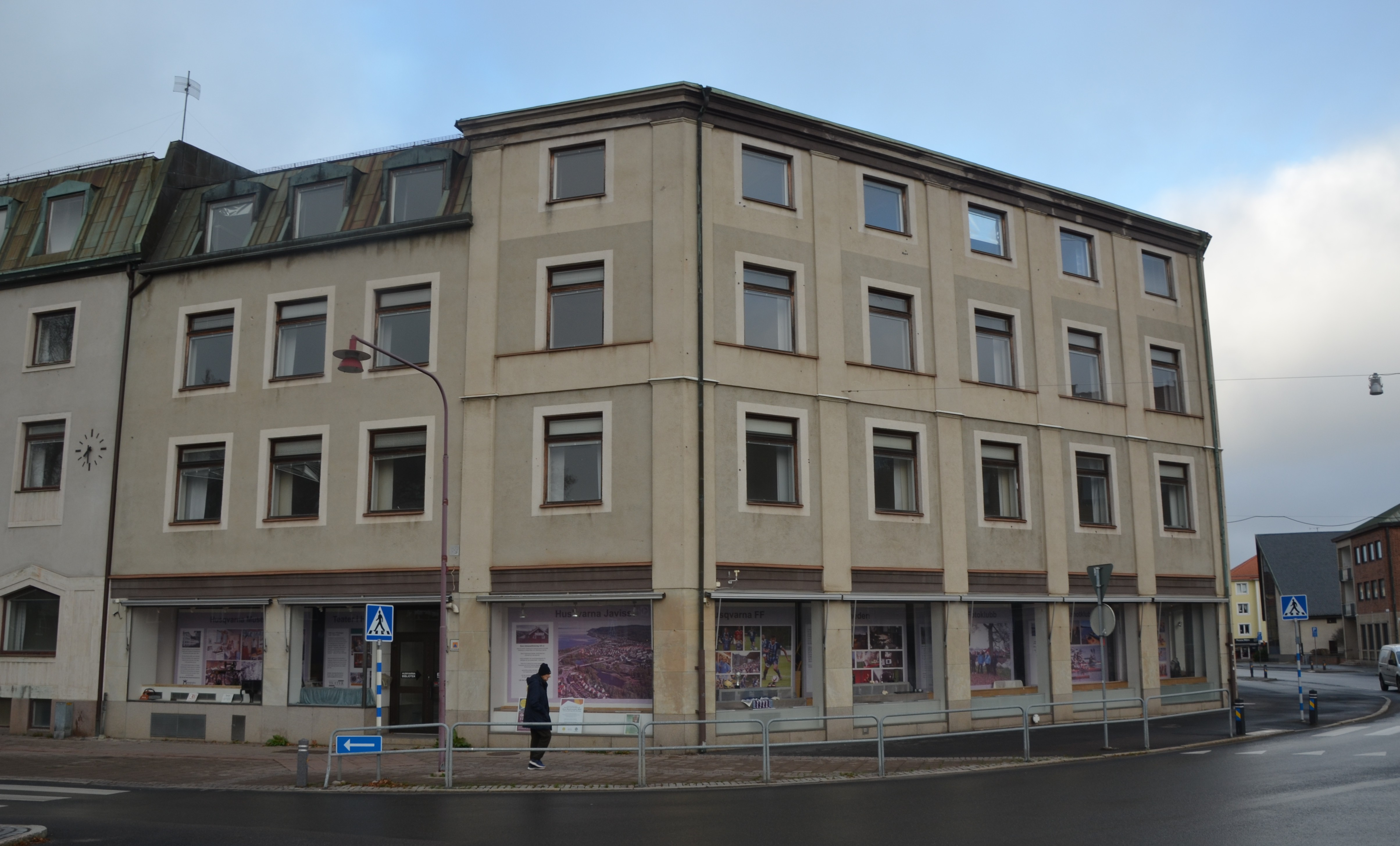
Unionshuset, 2024